# Akcjonariusz większościowy
Akcjonariusz większościowy (ang. majority shareholder) – akcjonariusz, który dzięki posiadanym akcjom sprawuje kontrolę nad spółką. 
W większości przypadków kontrolę zapewnia zwykła większość głosów na zgromadzeniu wspólników. W praktyce pełną kontrolę nad spółką zapewnia pakiet 50%+1 akcja (w przypadku, gdy nie występują akcje uprzywilejowane w prawie głosu).
Aby kontrolować spółkę, prawo głosu może wykonywać wspólnie więcej niż jeden podmiot bezpośrednio posiadający akcje, gdyż nie raz zdarza się, że kontrolę nad spółką sprawuje ktoś, kto nie ma ani jednej jej akcji, za to kontroluje szereg innych spółek posiadających mniejszościowe pakiety – które razem dają większość.
Należy także rozdzielić liczbę akcji od liczby głosów na zgromadzeniu: posiadacz akcji uprzywilejowanych (dających więcej niż jeden głos) może sprawować kontrolę, czyli mieć większość głosów nie mając wcale większościowej liczby akcji. Takiego akcjonariusza nazwa się dominującym, a element kontroli może też płynąć z faktu posiadania złotej akcji.